# IRL 2006
La stagione 2006 di Indy Racing League è iniziata il week-end del 26 marzo sull'ovale di Homestead, nei sobborghi di Miami e si è sviluppata lungo 14 appuntamenti fino alla conclusione del 10 settembre sull'ovale a Joliet (Illinois), nei sobborghi di Chicago. La stagione ha visto la vittoria finale dell'americano Sam Hornish Jr. davanti all'inglese Dan Wheldon e al brasiliano Hélio Castroneves.
La stagione, disputatasi come tradizione interamente su suolo americano tranne la solita trasferta giapponese a Motegi, ha visto nel corso del warm-up della prima gara stagionale, a Homestead, l'incidente mortale di Paul Dana, a seguito di una collisione con l'incolpevole Ed Carpenter. Per la prima volta dopo molti anni, la categoria ha vissuto in un regime di monomarca: di fatto per quanto riguarda i telai, poiché le squadre inizialmente dotate di chassis Panoz sono passate al Dallara per l'evidente gap prestazionale; per regolamento invece per quanto riguarda i motori, dal momento che il regolamento ha autorizzato il solo uso di motori Honda.
Di seguito il resoconto di tutti i vari round della stagione.

## Calendario
01. Homestead (26/03/2006) - 200 giri per un totale di 300 miglia (482,800 km)
Ordine d'arrivo:
1. Dan Wheldon ( Regno Unito) (Dallara-Honda - Ganassi)
2. Hélio Castroneves ( Brasile) (Dallara-Honda - Penske) a 0"014
3. Sam Hornish Jr. ( Stati Uniti) (Dallara-Honda - Penske) a 0"474
4. Dario Franchitti ( Regno Unito) (Dallara-Honda - Andretti Green) a 0"940
5. Scott Dixon ( Nuova Zelanda) (Dallara-Honda - Ganassi) a 1"198
6. Kousuke Matsuura ( Giappone) (Dallara-Honda - Super Aguri) a 2 giri
7. Scott Sharp ( Stati Uniti) (Panoz-Honda - Fernández) a 2 giri
8. Felipe Giaffone ( Brasile) (Dallara-Honda - Foyt) a 2 giri
9. Tomas Scheckter ( Sudafrica) (Dallara-Honda - Vision) a 3 giri
10. Eddie Cheever ( Stati Uniti) (Dallara-Honda - Cheever) a 4 giri

02. Saint Petersburg (Florida) (02/04/2006) - 100 giri per un totale di 290,300 km
Ordine d'arrivo:
1. Hélio Castroneves ( Brasile) (Dallara-Honda - Penske)
2. Scott Dixon ( Nuova Zelanda) (Dallara-Honda - Ganassi) a 0"138
3. Tony Kanaan ( Brasile) (Dallara-Honda - Andretti Green) a 0"628
4. Bryan Herta ( Stati Uniti) (Dallara-Honda - Andretti Green) a 0"781
5. Vítor Meira ( Brasile) (Dallara-Honda - Panther) a 2"599
6. Danica Patrick ( Stati Uniti) (Panoz-Honda - Rahal) a 3"043
7. Kousuke Matsuura ( Giappone) (Dallara-Honda - Super Aguri) a 52"717
8. Sam Hornish Jr. ( Stati Uniti) (Dallara-Honda - Penske) a 1 giro
9. Felipe Giaffone ( Brasile) (Dallara-Honda - Foyt) a 1 giro
10. Scott Sharp ( Stati Uniti) (Panoz-Honda - Fernández) a 1 giro

03. Motegi ( Giappone) (22/04/2006) - 200 giri per un totale di 300 miglia (498,600 km)
Ordine d'arrivo:
1. Hélio Castroneves ( Brasile) (Dallara-Honda - Penske)
2. Dan Wheldon ( Regno Unito) (Dallara-Honda - Ganassi) a 6"385
3. Tony Kanaan ( Brasile) (Dallara-Honda - Andretti Green) a 8"616
4. Sam Hornish Jr. ( Stati Uniti) (Dallara-Honda - Penske) a 9"001
5. Buddy Rice ( Stati Uniti) (Panoz-Honda - Rahal) a 9"749
6. Bryan Herta ( Stati Uniti) (Dallara-Honda - Andretti Green) a 13"897
7. Kousuke Matsuura ( Giappone) (Dallara-Honda - Super Aguri) a 14"763
8. Danica Patrick ( Stati Uniti) (Panoz-Honda - Rahal) a 15"445
9. Scott Dixon ( Nuova Zelanda) (Dallara-Honda - Ganassi) a 1 giro
10. Vítor Meira ( Brasile) (Dallara-Honda - Panther) a 1 giro

04. 500 Miglia di Indianapolis (28/05/2006) - 200 giri per un totale di 500 miglia (802,200 km)
Ordine d'arrivo:
1. Sam Hornish Jr. ( Stati Uniti) (Dallara-Honda - Penske)
2. Marco Andretti ( Stati Uniti) (Dallara-Honda - Andretti Green) a 0"063
3. Michael Andretti ( Stati Uniti) (Dallara-Honda - Andretti Green) a 1"008
4. Dan Wheldon ( Regno Unito) (Dallara-Honda - Ganassi) a 1"269
5. Tony Kanaan ( Brasile) (Dallara-Honda - Andretti Green) a 1"645
6. Scott Dixon ( Nuova Zelanda) (Dallara-Honda - Ganassi) a 3"056
7. Dario Franchitti ( Regno Unito) (Dallara-Honda - Andretti Green) a 5"624
8. Danica Patrick ( Stati Uniti) (Panoz-Honda - Rahal) a 5"726
9. Scott Sharp ( Stati Uniti) (Panoz-Honda - Fernández) a 11"125
10. Vítor Meira ( Brasile) (Dallara-Honda - Panther) a 17"955

05. Watkins Glen (04/06/2006) - 55 giri per un totale di 298,925 km
Ordine d'arrivo:
1. Scott Dixon ( Nuova Zelanda) (Panoz-Honda - Ganassi)
2. Vítor Meira ( Brasile) (Dallara-Honda - Panther) a 2"331
3. Ryan Briscoe ( Australia) (Dallara-Honda - Dreyer & Reinbold) a 2"779
4. Buddy Rice ( Stati Uniti) (Panoz-Honda - Rahal) a 9"228
5. Felipe Giaffone ( Brasile) (Dallara-Honda - Foyt) a 11"481
6. Ed Carpenter ( Stati Uniti) (Dallara-Honda - Vision) a 12"442
7. Hélio Castroneves ( Brasile) (Dallara-Honda - Penske) a 13"045
8. Danica Patrick ( Stati Uniti) (Panoz-Honda - Rahal) a 13"328
9. Scott Sharp ( Stati Uniti) (Panoz-Honda - Fernández) a 16"646
10. Tomas Scheckter ( Sudafrica) (Dallara-Honda - Vision) a 48"487

06. Fort Worth (10/06/2006) - 200 giri per un totale di 300 miglia (482,800 km)
Ordine d'arrivo:
1. Hélio Castroneves ( Brasile) (Dallara-Honda - Penske)
2. Scott Dixon ( Nuova Zelanda) (Dallara-Honda - Ganassi) a 0"240
3. Dan Wheldon ( Regno Unito) (Dallara-Honda - Ganassi) a 0"298
4. Sam Hornish Jr. ( Stati Uniti) (Dallara-Honda - Penske) a 14"538
5. Scott Sharp ( Stati Uniti) (Dallara-Honda - Fernández) a 14"589
6. Vítor Meira ( Brasile) (Dallara-Honda - Panther) a 15"929
7. Tony Kanaan ( Brasile) (Dallara-Honda - Andretti Green) a 16"139
8. Kousuke Matsuura ( Giappone) (Dallara-Honda - Super Aguri) a 22"432
9. Ed Carpenter ( Stati Uniti) (Dallara-Honda - Vision) a 22"979
10. Tomas Scheckter ( Sudafrica) (Dallara-Honda - Vision) a 1 giro

07. Richmond (24/06/2006) - 250 giri per un totale di 190 miglia (305,250 km)
Ordine d'arrivo:
1. Sam Hornish Jr. ( Stati Uniti) (Dallara-Honda - Penske)
2. Vítor Meira ( Brasile) (Dallara-Honda - Panther) a 0"390
3. Dario Franchitti ( Regno Unito) (Dallara-Honda - Andretti Green) a 1"589
4. Marco Andretti ( Stati Uniti) (Dallara-Honda - Andretti Green) a 6"540
5. Scott Sharp ( Stati Uniti) (Dallara-Honda - Fernández) a 6"667
6. Bryan Herta ( Stati Uniti) (Dallara-Honda - Andretti Green) a 10"921
7. Tomas Scheckter ( Sudafrica) (Dallara-Honda - Vision) a 1 giro
8. Ed Carpenter ( Stati Uniti) (Dallara-Honda - Vision) a 1 giro
9. Dan Wheldon ( Regno Unito) (Dallara-Honda - Ganassi) a 1 giro
10. Hélio Castroneves ( Brasile) (Dallara-Honda - Penske) a 1 giro

08. Kansas (02/07/2006) - 200 giri per un totale di 300 miglia (482,800 km)
Ordine d'arrivo:
1. Sam Hornish Jr. ( Stati Uniti) (Dallara-Honda - Penske)
2. Dan Wheldon ( Regno Unito) (Dallara-Honda - Ganassi) a 0"079
3. Vítor Meira ( Brasile) (Dallara-Honda - Panther) a 5"389
4. Scott Dixon ( Nuova Zelanda) (Dallara-Honda - Ganassi) a 5"515
5. Tony Kanaan ( Brasile) (Dallara-Honda - Andretti Green) a 5"776
6. Hélio Castroneves ( Brasile) (Dallara-Honda - Penske) a 7"043
7. Tomas Scheckter ( Sudafrica) (Dallara-Honda - Vision) a 9"692
8. Kousuke Matsuura ( Giappone) (Dallara-Honda - Super Aguri) a 9"988
9. Marco Andretti ( Stati Uniti) (Dallara-Honda - Andretti Green) a 1 giro
10. Jeff Simmons ( Stati Uniti) (Dallara-Honda - Rahal) a 1 giro

09. Nashville (16/07/2006) - 200 giri per un totale di 265 miglia (428 000 km)
Ordine d'arrivo:
1. Scott Dixon ( Nuova Zelanda) (Dallara-Honda - Ganassi)
2. Dan Wheldon ( Regno Unito) (Dallara-Honda - Ganassi) a 0"117
3. Vítor Meira ( Brasile) (Dallara-Honda - Panther) a 1"275
4. Danica Patrick ( Stati Uniti) (Dallara-Honda - Rahal) a 2"501
5. Hélio Castroneves ( Brasile) (Dallara-Honda - Penske) a 3"564
6. Dario Franchitti ( Regno Unito) (Dallara-Honda - Andretti Green) a 11"944
7. Jeff Simmons ( Stati Uniti) (Dallara-Honda - Rahal) a 1 giro
8. Marco Andretti ( Stati Uniti) (Dallara-Honda - Andretti Green) a 1 giro
9. Ryan Briscoe ( Australia) (Dallara-Honda - Dreyer & Reinbold) a 1 giro
10. Ed Carpenter ( Stati Uniti) (Dallara-Honda - Vision) a 2 giri

10. Milwaukee (23/07/2006) - 225 giri per un totale di 225 miglia (373,725 km)
Ordine d'arrivo:
1. Tony Kanaan ( Brasile) (Dallara-Honda - Andretti Green)
2. Sam Hornish Jr. ( Stati Uniti) (Dallara-Honda - Penske) a 1"827
3. Tomas Scheckter ( Sudafrica) (Dallara-Honda - Vision) a 2"011
4. Danica Patrick ( Stati Uniti) (Dallara-Honda - Rahal) a 8"470
5. Marco Andretti ( Stati Uniti) (Dallara-Honda - Andretti Green) a 10"261
6. Dario Franchitti ( Regno Unito) (Dallara-Honda - Andretti Green) a 11"237
7. Bryan Herta ( Stati Uniti) (Dallara-Honda - Andretti Green) a 14"119
8. Dan Wheldon ( Regno Unito) (Dallara-Honda - Ganassi) a 14"229
9. Jeff Simmons ( Stati Uniti) (Dallara-Honda - Rahal) a 14"263
10. Scott Dixon ( Nuova Zelanda) (Dallara-Honda - Ganassi) a 14"397

11. Michigan (30/07/2006) - 200 giri per un totale di 400 miglia (643,800 km)
Ordine d'arrivo:
1. Hélio Castroneves ( Brasile) (Dallara-Honda - Penske)
2. Vítor Meira ( Brasile) (Dallara-Honda - Panther) a 1"622
3. Dan Wheldon ( Regno Unito) (Dallara-Honda - Ganassi) a 6"225
4. Tony Kanaan ( Brasile) (Dallara-Honda - Andretti Green) a 6"987
5. Tomas Scheckter ( Sudafrica) (Dallara-Honda - Vision) a 27"900
6. Scott Sharp ( Stati Uniti) (Dallara-Honda - Fernández) a 28"556
7. Ed Carpenter ( Stati Uniti) (Dallara-Honda - Vision) a 1 giro
8. Marco Andretti ( Stati Uniti) (Dallara-Honda - Andretti Green) a 1 giro
9. Kousuke Matsuura ( Giappone) (Dallara-Honda - Super Aguri) a 1 giro
10. Jeff Simmons ( Stati Uniti) (Dallara-Honda - Rahal) a 1 giro

12. Kentucky (13/08/2006) - 200 giri per un totale di 300 miglia (482,800 km)
Ordine d'arrivo:
1. Sam Hornish Jr. ( Stati Uniti) (Dallara-Honda - Penske)
2. Scott Dixon ( Nuova Zelanda) (Dallara-Honda - Ganassi) a 0"586
3. Hélio Castroneves ( Brasile) (Dallara-Honda - Penske) a 0"651
4. Dan Wheldon ( Regno Unito) (Dallara-Honda - Ganassi) a 1"891
5. Tony Kanaan ( Brasile) (Dallara-Honda - Andretti Green) a 2"304
6. Vítor Meira ( Brasile) (Dallara-Honda - Panther) a 2"519
7. Tomas Scheckter ( Sudafrica) (Dallara-Honda - Vision) a 2"812
8. Danica Patrick ( Stati Uniti) (Dallara-Honda - Rahal) a 3"240
9. Dario Franchitti ( Regno Unito) (Dallara-Honda - Andretti Green) a 4"707
10. Bryan Herta ( Stati Uniti) (Dallara-Honda - Andretti Green) a 4"796

13. Sonoma (27/08/2006) - 80 giri per un totale di 324,400 km
Ordine d'arrivo:
1. Marco Andretti ( Stati Uniti) (Dallara-Honda - Andretti Green)
2. Dario Franchitti ( Regno Unito) (Dallara-Honda - Andretti Green) a 0"655
3. Vítor Meira ( Brasile) (Dallara-Honda - Panther) a 10"653
4. Scott Dixon ( Nuova Zelanda) (Panoz-Honda - Ganassi) a 11"186
5. Hélio Castroneves ( Brasile) (Dallara-Honda - Penske) a 12"504
6. Dan Wheldon ( Regno Unito) (Panoz-Honda - Ganassi) a 13"449
7. Jeff Simmons ( Stati Uniti) (Panoz-Honda - Rahal) a 13"875
8. Danica Patrick ( Stati Uniti) (Panoz-Honda - Rahal) a 15"741
9. Sam Hornish Jr. ( Stati Uniti) (Dallara-Honda - Penske) a 16"336
10. Bryan Herta ( Stati Uniti) (Dallara-Honda - Andretti Green) a 18"557

14. Chicago (10/09/2006) - 200 giri per un totale di 300 miglia (482,800 km)
Ordine d'arrivo:
1. Dan Wheldon ( Regno Unito) (Dallara-Honda - Ganassi)
2. Scott Dixon ( Nuova Zelanda) (Dallara-Honda - Ganassi)
3. Sam Hornish Jr. ( Stati Uniti) (Dallara-Honda - Penske)
4. Hélio Castroneves ( Brasile) (Dallara-Honda - Penske)
5. Ed Carpenter ( Stati Uniti) (Dallara-Honda - Vision)
6. Vítor Meira ( Brasile) (Dallara-Honda - Panther)
7. Tony Kanaan ( Brasile) (Dallara-Honda - Andretti Green)
8. Jeff Simmons ( Stati Uniti) (Dallara-Honda - Rahal)
9. Scott Sharp ( Stati Uniti) (Dallara-Honda - Fernández)
10. Tomas Scheckter ( Sudafrica) (Dallara-Honda - Vision)

## Classifica finale
| Pos | Pilota            | HMS  | STP | MOT | INDY | WGL | TXS | RIR | KAN | NSH | MIL | MIS | KTY | SNM | CHI | Pti |
| --- | ----------------- | ---- | --- | --- | ---- | --- | --- | --- | --- | --- | --- | --- | --- | --- | --- | --- |
| 1   | Sam Hornish Jr.   | 3*   | 8   | 4   | 1    | 12  | 4   | 1*  | 1*  | 14  | 2   | 19  | 1   | 9   | 3   | 475 |
| 2   | Dan Wheldon       | 1    | 16  | 2   | 4*   | 15* | 3*  | 9   | 2   | 2*  | 8   | 3   | 4*  | 6   | 1*  | 475 |
| 3   | Hélio Castroneves | 2    | 1*  | 1*  | 25   | 7   | 1   | 10  | 6   | 5   | 14  | 1   | 3   | 5   | 4   | 473 |
| 4   | Scott Dixon       | 5    | 2   | 9   | 6    | 1   | 2   | 11  | 4   | 1   | 10  | 16  | 2   | 4*  | 2   | 460 |
| 5   | Vítor Meira       | 16   | 5   | 10  | 10   | 2   | 6   | 2   | 3   | 3   | 15  | 2*  | 6   | 3   | 6   | 411 |
| 6   | Tony Kanaan       | 11   | 3   | 3   | 5    | 11  | 7   | 18  | 5   | 12  | 1*  | 4   | 5   | 11  | 7   | 384 |
| 7   | Marco Andretti RY | 15   | 15  | 12  | 2    | 16  | 14  | 4   | 9   | 8   | 5   | 8   | 17  | 1   | 18  | 325 |
| 8   | Dario Franchitti  | 4    | 19  | 11  | 7    | 14  | 13  | 3   | 12  | 6   | 6   | 12  | 9   | 2   |     | 311 |
| 9   | Danica Patrick    | DNS  | 6   | 8   | 8    | 8   | 12  | 15  | 11  | 4   | 4   | 17  | 8   | 8   | 12  | 302 |
| 10  | Tomas Scheckter   | 9    | 12  | 13  | 27   | 10  | 10  | 7   | 7   | 15  | 3   | 5   | 7   | 17  | 10  | 298 |
| 11  | Bryan Herta       | 13   | 4   | 6   | 20   | 13  | 11  | 6   | 13  | 11  | 7   | 11  | 10  | 10  | 15  | 289 |
| 12  | Scott Sharp       | 7    | 10  | 16  | 9    | 9   | 5   | 5   | 18  | 17  | 12  | 6   | 16  | 14  | 9   | 287 |
| 13  | Kosuke Matsuura   | 6    | 7   | 7   | 15   | 18  | 8   | 12  | 8   | 13  | 17  | 9   | 19  | 13  | 11  | 273 |
| 14  | Ed Carpenter      | DNS  |     | 20  | 11   | 6   | 9   | 8   | 16  | 10  | 16  | 7   | 11  | 12  | 5   | 252 |
| 15  | Buddy Rice        | DNS  | 13  | 5   | 26   | 4   | 18  | 13  | 17  | 16  | 11  | 13  | 15  | 15  | 13  | 234 |
| 16  | Jeff Simmons R    |      |     | 18  | 23   | 19  | 15  | 19  | 10  | 7   | 9   | 10  | 14  | 7   | 8   | 217 |
| 17  | Felipe Giaffone   | 8    | 9   | 15  | 21   | 5   | 16  | 17  | 19  |     |     |     |     |     |     | 142 |
| 18  | Buddy Lazier      | 14   | 14  | 14  | 12   |     | 19  | 16  | 15  |     |     | 15  |     |     |     | 122 |
| 19  | Eddie Cheever     | 10   | 11  |     | 13   | 17  | 17  | 14  | 14  |     |     |     |     |     |     | 114 |
| 20  | Jeff Bucknum      |      |     |     | 32   |     |     |     |     | 18  | 13  | 14  | 13  | 18  | 17  | 97  |
| 21  | Ryan Briscoe      |      |     |     |      | 3   |     |     |     | 9   | 18  |     |     | 16  |     | 83  |
| 22  | P. J. Chesson R   | 12   | 17  | 17  | 33   |     |     |     |     |     |     |     |     |     |     | 54  |
| 23  | Marty Roth R      |      |     |     | DNQ  |     |     |     |     |     |     | 18  | 18  |     | 19  | 36  |
| 24  | Michael Andretti  |      |     |     | 3    |     |     |     |     |     |     |     |     |     |     | 35  |
| 25  | Sarah Fisher      |      |     |     |      |     |     |     |     |     |     |     | 12  |     | 16  | 32  |
| 26  | A. J. Foyt IV     |      |     |     |      |     |     |     |     |     |     |     |     |     | 14  | 16  |
| 27  | Max Papis         |      |     |     | 14   |     |     |     |     |     |     |     |     |     |     | 16  |
| 28  | Roger Yasukawa    |      |     |     | 16   |     |     |     |     |     |     |     |     |     |     | 14  |
| 29  | Jaques Lazier     |      |     |     | 17   |     |     |     |     |     |     |     |     |     |     | 13  |
| 30  | Roberto Moreno    |      | 18  |     |      |     |     |     |     |     |     |     |     |     |     | 12  |
| 31  | Airton Daré       |      |     |     | 18   |     |     |     |     |     |     |     |     |     |     | 12  |
| 32  | Tomáš Enge        |      |     | 19  |      |     |     |     |     |     |     |     |     |     |     | 12  |
| 33  | P. J. Jones       |      |     |     | 19   |     |     |     |     |     |     |     |     |     |     | 12  |
| 34  | Townsend Bell     |      |     |     | 22   |     |     |     |     |     |     |     |     |     |     | 12  |
| 35  | Al Unser Jr.      |      |     |     | 24   |     |     |     |     |     |     |     |     |     |     | 12  |
| 36  | Arie Luyendyk Jr. |      |     |     | 28   |     |     |     |     |     |     |     |     |     |     | 10  |
| 37  | Stéphan Grégoire  |      |     |     | 29   |     |     |     |     |     |     |     |     |     |     | 10  |
| 38  | Larry Foyt R      |      |     |     | 30   |     |     |     |     |     |     |     |     |     |     | 10  |
| 39  | Thiago Medeiros R |      |     |     | 31   |     |     |     |     |     |     |     |     |     |     | 10  |
| 40  | Paul Dana R       | DNS† |     |     |      |     |     |     |     |     |     |     |     |     |     | 6   |
| —   | Jon Herb          |      |     |     | Wth  |     |     |     |     |     |     |     |     |     |     | 0   |
| Pos | Pilota            | HMS  | STP | MOT | INDY | WGL | TXS | RIR | KAN | NSH | MIL | MIS | KTY | SNM | CHI | Pti |